# Adolf Geyer
Adolf Geyer auch Adolph Geyer (* 1829; † 18. Juli 1896 im Seebad Prerow) war ein deutscher Sänger und Musikdirektor.

## Leben
Adolf Geyer besuchte ein Lehrerseminar und war darauf als Lehrer an einer Gemeindeschule in Berlin tätig.
Aufgrund seiner gesanglichen Begabung nutzte er mit seinen knappen finanziellen Mitteln die Gelegenheit, sich zu einem Tenorsänger, unter anderem bei Adolph Bernhard Marx, ausbilden zu lassen; allerdings besaß er keine Neigung zu öffentlichen Bühnen-Auftritten, sodass er keinen Gesangslehrer fand, der ihn förderte.
Er trat als Sänger in den königlichen Domchor (heute Staats- und Domchor Berlin) ein und trat in den 1850er und 1860er Jahren bei Oratorienaufführungen, besonders in der Singakademie, als Solist auf; besonders sein Einsatz als Evangelist in der Matthäus-Passion von Johann Sebastian Bach, gemeinsam mit Julius Stockhausen und Amalie Joachim, war eine seiner besten Leistungen. In Konzerten trat er auch gelegentlich als Liedersänger auf.
Er leitete längere Zeit den Akademischen Männer-Gesangsverein in Berlin.
Um 1870 beendete er seine Laufbahn als Sänger und gab seine Stellung als Lehrer auf, um sich künftig als Gesangslehrer zu betätigen; als Liederkomponist veröffentlichte er bereits um 1855 zwei Hefte und in späteren Jahren erschienen noch Duette und vierstimmige Chorlieder.

## Ehrungen und Auszeichnungen
Adolf Geyer wurde zum königlichen Professor und zum Musikdirektor ernannt.

## Auftritte (Auswahl)
- 1867: Konzert des Kapellmeisters Wilhelm Heinefetter (1835–1934)[3] in Berlin[4]
- 1870: Bach’s Passionsmusik an der Singakademie Berlin und in Danzig[5]
- 1870: Oratorium Josua von Georg Friedrich Händel an der Singakademie Berlin
- 15. Februar 1871: Geistliches Konzert in der Nicolaikirche in Berlin[6]
- 1872: Bach’s Passionsmusik an der Singakademie Berlin[7]
- Mai 1876: Oratorium Elias von Felix Mendelssohn Bartholdy und Konzert des Gesangsvereins in Tilsit[8]
- 1876: Konzert Das Weltgericht von Friedrich Schneider in Torgau[9]
- 1881: Bach’s Passionsmusik an der Singakademie Berlin.[10]